# 1re étape du Tour d'Italie 2005
Pour un article plus général, voir Tour d'Italie 2005.
La 1re étape étape du Tour d'Italie 2005 a eu lieu le 8 mai 2005 entre la ville de Reggio de Calabre et celle de Tropea sur une distance de 208 km. Elle a été remportée par l'Italien Paolo Bettini (Quick Step-Innergetic) devant l'Australien Robbie McEwen et Alessandro Petacchi (Fassa Bortolo). Bettini s'empare à cette occasion du maillot rose de leader du Tour d'Italie à l'issue de l'étape au détriment de Brett Lancaster.

## Classement de l'étape
| \| Classement de l'étape \| Classement de l'étape \| Classement de l'étape \| Classement de l'étape \| Classement de l'étape \| \| Coureur \| Coureur \| Pays \| Équipe \| Temps \| \| --------------------- \| --------------------- \| --------------------- \| ----------------------- \| --------------------- \| \| 1er \| Paolo Bettini \| Italie \| Quick Step-Innergetic \| 5 h 09 min 32 s \| \| 2e \| Robbie McEwen \| Australie \| Davitamon-Lotto \| + 3 s \| \| 3e \| Alessandro Petacchi \| Italie \| Fassa Bortolo \| + 4 s \| \| 4e \| Baden Cooke \| Australie \| La Française des jeux \| + 4 s \| \| 5e \| Manuele Mori \| Italie \| Saunier Duval-Prodir \| + 4 s \| \| 6e \| Erik Zabel \| Allemagne \| T-Mobile \| + 4 s \| \| 7e \| Danilo Di Luca \| Italie \| Liquigas-Bianchi \| + 4 s \| \| 8e \| Mirko Celestino \| Italie \| Domina Vacanze-De Nardi \| + 4 s \| \| 9e \| Damiano Cunego \| Italie \| Lampre-Caffita \| + 4 s \| \| 10e \| Mauricio Ardila \| Colombie \| Davitamon-Lotto \| + 4 s \| |                     |           |                         |                 |
| |                     |           |                         |                 |
| |                     |           |                         |                 |
| Classement de l'étape |                     |           |                         |                 |
| Coureur | Coureur             | Pays      | Équipe                  | Temps           |
| 1er | Paolo Bettini       | Italie    | Quick Step-Innergetic   | 5 h 09 min 32 s |
| 2e | Robbie McEwen       | Australie | Davitamon-Lotto         | + 3 s           |
| 3e | Alessandro Petacchi | Italie    | Fassa Bortolo           | + 4 s           |
| 4e | Baden Cooke         | Australie | La Française des jeux   | + 4 s           |
| 5e | Manuele Mori        | Italie    | Saunier Duval-Prodir    | + 4 s           |
| 6e | Erik Zabel          | Allemagne | T-Mobile                | + 4 s           |
| 7e | Danilo Di Luca      | Italie    | Liquigas-Bianchi        | + 4 s           |
| 8e | Mirko Celestino     | Italie    | Domina Vacanze-De Nardi | + 4 s           |
| 9e | Damiano Cunego      | Italie    | Lampre-Caffita          | + 4 s           |
| 10e | Mauricio Ardila     | Colombie  | Davitamon-Lotto         | + 4 s           |

## Classement général
| \| Classement général \| Classement général \| Classement général \| Classement général \| Classement général \| \| Coureur \| Coureur \| Pays \| Équipe \| Temps \| \| ------------------ \| ------------------- \| ------------------ \| --------------------- \| ------------------ \| \| 1er \| Paolo Bettini \| Italie \| Quick Step-Innergetic \| 5 h 10 min 35 s \| \| 2e \| Robbie McEwen \| Australie \| Davitamon-Lotto \| + 12 s \| \| 3e \| Alessandro Petacchi \| Italie \| Fassa Bortolo \| + 14 s \| \| 4e \| Paolo Savoldelli \| Italie \| Discovery Channel \| + 22 s \| \| 5e \| Marco Velo \| Italie \| Fassa Bortolo \| + 25 s \| \| 6e \| Damiano Cunego \| Italie \| Lampre-Caffita \| + 25 s \| \| 7e \| Filippo Pozzato \| Italie \| Quick Step-Innergetic \| + 25 s \| \| 8e \| Baden Cooke \| Australie \| La Française des jeux \| + 25 s \| \| 9e \| Danilo Di Luca \| Italie \| Liquigas-Bianchi \| + 25 s \| \| 10e \| Juan Manuel Gárate \| Espagne \| Saunier Duval-Prodir \| + 26 s \| |                     |           |                       |                 |
| |                     |           |                       |                 |
| |                     |           |                       |                 |
| Classement général |                     |           |                       |                 |
| Coureur | Coureur             | Pays      | Équipe                | Temps           |
| 1er | Paolo Bettini       | Italie    | Quick Step-Innergetic | 5 h 10 min 35 s |
| 2e | Robbie McEwen       | Australie | Davitamon-Lotto       | + 12 s          |
| 3e | Alessandro Petacchi | Italie    | Fassa Bortolo         | + 14 s          |
| 4e | Paolo Savoldelli    | Italie    | Discovery Channel     | + 22 s          |
| 5e | Marco Velo          | Italie    | Fassa Bortolo         | + 25 s          |
| 6e | Damiano Cunego      | Italie    | Lampre-Caffita        | + 25 s          |
| 7e | Filippo Pozzato     | Italie    | Quick Step-Innergetic | + 25 s          |
| 8e | Baden Cooke         | Australie | La Française des jeux | + 25 s          |
| 9e | Danilo Di Luca      | Italie    | Liquigas-Bianchi      | + 25 s          |
| 10e | Juan Manuel Gárate  | Espagne   | Saunier Duval-Prodir  | + 26 s          |

## Classements annexes
| Classement par points | Classement par points | Classement par points | Classement par points | Classement par points |
| Coureur               | Coureur               | Pays                  | Équipe                | Points                |
| --------------------- | --------------------- | --------------------- | --------------------- | --------------------- |
| 1er                   | Paolo Bettini         | Italie                | Quick Step-Innergetic | 25 pts                |
| 2e                    | Robbie McEwen         | Australie             | Davitamon-Lotto       | 20 pts                |
| 3e                    | Alessandro Petacchi   | Italie                | Fassa Bortolo         | 16 pts                |
| 4e                    | Baden Cooke           | Australie             | La Française des jeux | 14 pts                |
| 5e                    | Manuele Mori          | Italie                | Saunier Duval-Prodir  | 12 pts                |

| Classement par points | Classement par points | Classement par points | Classement par points | Classement par points |
| Coureur               | Coureur               | Pays                  | Équipe                | Points                |
| --------------------- | --------------------- | --------------------- | --------------------- | --------------------- |
| 1er                   | Paolo Bettini         | Italie                | Quick Step-Innergetic | 25 pts                |
| 2e                    | Robbie McEwen         | Australie             | Davitamon-Lotto       | 20 pts                |
| 3e                    | Alessandro Petacchi   | Italie                | Fassa Bortolo         | 16 pts                |
| 4e                    | Baden Cooke           | Australie             | La Française des jeux | 14 pts                |
| 5e                    | Manuele Mori          | Italie                | Saunier Duval-Prodir  | 12 pts                |

| Classement de la montagne | Classement de la montagne | Classement de la montagne | Classement de la montagne | Classement de la montagne |
| Coureur                   | Coureur                   | Pays                      | Équipe                    | Points                    |
| ------------------------- | ------------------------- | ------------------------- | ------------------------- | ------------------------- |
| 1er                       | Thorwald Veneberg         | Pays-Bas                  | Rabobank                  | 3 pts                     |
| 2e                        | Leonardo Scarselli        | Italie                    | Colombia-Selle Italia     | 2 pts                     |
| 3e                        | Sven Krauss               | Allemagne                 | Gerolsteiner              | 1 pt                      |

| Classement de la montagne | Classement de la montagne | Classement de la montagne | Classement de la montagne | Classement de la montagne |
| Coureur                   | Coureur                   | Pays                      | Équipe                    | Points                    |
| ------------------------- | ------------------------- | ------------------------- | ------------------------- | ------------------------- |
| 1er                       | Thorwald Veneberg         | Pays-Bas                  | Rabobank                  | 3 pts                     |
| 2e                        | Leonardo Scarselli        | Italie                    | Colombia-Selle Italia     | 2 pts                     |
| 3e                        | Sven Krauss               | Allemagne                 | Gerolsteiner              | 1 pt                      |

| Classement Intergiro | Classement Intergiro | Classement Intergiro | Classement Intergiro   | Classement Intergiro |
|                      | Coureur              | Pays                 | Équipe                 | Temps                |
| -------------------- | -------------------- | -------------------- | ---------------------- | -------------------- |
| 1er                  | Sven Krauss          | Allemagne            | Gerolsteiner           | en 2 h 7 min 30 s    |
| 2e                   | Stefano Zanini       | Italie               | Quick-Step–Innergetic  | m.t.                 |
| 3e                   | Thorwald Veneberg    | Pays-Bas             | Rabobank               | m.t.                 |
| 4e                   | Leonardo Scarselli   | Italie               | Colombia-Selle Italia  | m.t.                 |
| 5e                   | Aurélien Clerc       | Suisse               | Phonak Hearing Systems | m.t.                 |
| modifier             |                      |                      |                        |                      |

| Classement par équipes | Classement par équipes  | Classement par équipes | Classement par équipes |
| Équipe                 | Équipe                  | Pays                   | Temps                  |
| ---------------------- | ----------------------- | ---------------------- | ---------------------- |
| 1re                    | Liquigas-Bianchi        | Italie                 | 15 h 28 min 48 s       |
| 2e                     | Davitamon-Lotto         | Belgique               | + 4 s                  |
| 3e                     | Domina Vacanze-De Nardi | Italie                 | + 5 s                  |
| 4e                     | Lampre-Caffita          | Italie                 | + 5 s                  |
| 5e                     | Quick Step-Innergetic   | Belgique               | + 6 s                  |

| Classement par équipes | Classement par équipes  | Classement par équipes | Classement par équipes |
| Équipe                 | Équipe                  | Pays                   | Temps                  |
| ---------------------- | ----------------------- | ---------------------- | ---------------------- |
| 1re                    | Liquigas-Bianchi        | Italie                 | 15 h 28 min 48 s       |
| 2e                     | Davitamon-Lotto         | Belgique               | + 4 s                  |
| 3e                     | Domina Vacanze-De Nardi | Italie                 | + 5 s                  |
| 4e                     | Lampre-Caffita          | Italie                 | + 5 s                  |
| 5e                     | Quick Step-Innergetic   | Belgique               | + 6 s                  |